# Філософія логіки
Філософія логіки — філософський підхід до розуміння типів / систем логіки, її значення і застосування, тобто філософія логіки — розділ філософії, який займається характером і обґрунтуванням систем логіки.
Розвиток і виокремлення формальної логіки нарівні з символічною логікою в кінці дев'ятнадцятого століття і математичної логіки в двадцятому, виявили, що теми, які традиційно розглядала логіка, не є частиною формальної логіки, ці питання почали відносити до філософії логіки або філософської логіки.
Між термінами «філософська логіка» і «філософія логіки» відбувається плутанина. Часто одне підміняється іншим, хоча це два різних напрями досліджень. У порівнянні з історією логіки відмінності між філософією логіки і філософською логікою є нещодавніми і не завжди цілком ясними. Характерні відмінності:
- Філософія логіки — розділ філософії, присвяченій розгляду предмету і сутності логіки.[1]
- Філософія логіки — дослідження, критичний аналіз та інтелектуальне відображення питань, що виникають в логіці.
- Філософська логіка — галузь досліджень, яка стосується питань референції, предикатів, ідентичності, істини, кванторів, існування, імплікації, модальності, логічної необхідності.[2]
- Філософська логіка — застосування формальних логічних технік до філософських проблем.[3]

## Історія терміна. Дослідники і дослідження
Філософії логіки присвячує однойменний розділ своєї статті «Сучасні дослідження в філософській логіці» російський філософ Олександр Степанович Карпенко (в цитаті є декілька додаткових, уточнюючих приміток, яких нема в статті):
| Термін «Філософська логіка» з'явився в англомовній логіко-філософській літературі й поширився вже в 50—60-ті роки ХХ ст. З одного боку, криза основ математики (виявлення парадоксів в теорії множин і обмежувальні теореми Альфреда Тарського і Курта Геделя) зажадала глибокого осмислення самого концептуального апарату логіки. З другого боку, поява і бурхливий розвиток некласичних логік, насамперед модальної логіки, привернула широку увагу логіків з філософською орієнтацією. ...визначимо ту область досліджень, яка отримала назву «філософія логіки». Для логіків-математиків філософією логіки є розвиток теорії множин і відповідні питання про спосіб утворення множин і про природу числа. Виявлення парадоксів теорії множин і особливо парадокса Рассела поставило питання про природу самої математики. Логіцизм намагався визначити основні поняття математики в логічних термінах (Готлоб Фреге в 1884 р. і Бертран Рассел в 1903 р.). Це вже не тільки технічна, але і філософська проблема: чи можна всю математику вивести з декількох (або одного) логічних термінів? У цьому сенсі грандіозна побудова, зроблена А. Вайтхедом і Б. Расселом в Principia Mathematica, виявилося неуспішною. І хоч в їх логіко-математичній теорії не виявлено парадоксів, але з чисто логічних аксіом виявилося неможливим... вивести існування нескінченних множин. Інтуїціонізм, як ще одна відповідь на виявлення парадоксів, поставив принципові питання про відмінність скінченного і нескінченного, відмінності потенційної нескінченності від актуальної. Виникла проблема існування і обґрунтування доказів, і найголовніше, проблема про статус класично логічних законів. Все це є філософською проблематикою. Формалістична програма Давида Гільберта також викликала пожвавлену філософську дискусію, особливо, проблема фінітизму. Ще одним способом уникнути парадоксів в математиці є аксіоматична теорія множин. Всі ці чотири підходи до обґрунтування математики вимагають глибокого філософського осмислення... Насправді вище сказане відноситься більше до філософії математики, чим до філософії логіки, але задача філософського осмислення застосування логіки до розв'язання різних проблем математики залишається. Переконливим прикладом тут є обмежувальні теореми Геделя про неповноту достатньо багатих теорій (1931), які говорять про те, що немає і в принципі не може бути адекватного формалізму, який охоплює всю математику. Філософські наслідки цих результатів обговорюються до цього дня і привернули до себе величезну увагу не тільки логіків професіоналів, але і філософів, методологів, і взагалі дилетантів, які не мають жодного відношення до логіки... До цього потрібно додати також філософську дискусію відносно тези Черча—Тьюрінга... Цікаво, що філософією логіки зайнялися математики, які отримали в ній глибокі результати (Г. Фреге, Б. Рассел, Л. Брауер, К. Гедель, В. Квайн, Р. Карнап та інші). Квайн в 1940 р. публікує книгу під назвою «Математична логіка», а в 1970 р. — під назвою «Філософія логіки» [Quine, 1970] (перевидана в 1986), де в останній під логікою розуміє систематичне вивчення логічних істин, а сама філософія логіки стає інструментом для аналізу природної мови... Таким чином, Квайн сконцентрував свою працю навколо головної проблеми у філософії логіки: що є істина? Однак тільки завдяки розвитку математичної логіки, а саме в роботі А. Тарского (1933) було вперше дано семантичне визначення істини для великої групи формалізованих мов і одночасно вказані межі такого визначення... З ... монографій по філософії логіки відзначимо книги С.Хаак [Haack, 1978] (перекладену на ряд мов) і [Haack, 1996]. Див. також монографію [Read, 1995] Як зазначено в електронній "Encyclopedia Britannica"...: «Різноманіття логічних семантик стало центральною областю досліджень у філософії логіки». Питання логічної семантики розглядаються в книгах [Van Benthem, 1986] і [Смирнова 1986]. Проте головним питанням, і вже давно, є не що таке семантика, а розробка єдиного семантичного підходу, що охоплює абсолютно різні логічні системи, порівняння різних семантичних концепцій і поширення їх на цілі класи логік... Наявність нескінченних класів логік зовсім по іншому ставить питання про семантичні підстави логіки. Підкреслимо, що однією з найбільш популярних тем стає дослідження класів семантик, для яких різні некласичні логіки повні. Так само трансформується і теорія моделей. Якщо початково вона мала справу з взаємостосунком між формальною мовою і її інтерпретацією в математичних структурах, то зараз логіка стає інструментом для вивчення різноманітних структур та їх класифікації ... Звичайно, сфера філософії логіки значно ширша. До проблематики останньої відноситься теорія пропозиційної форми як висловлювання про деякий стан справ (речей) у світі, і взагалі вчення про логічну форму ..., вчення про логічні та семантичні категорії, теорія референції і предикації, ідентифікація об'єктів, проблема існування, вчення про пресупозиції, відношення між аналітичними і синтетичними судженнями, проблема наукового закону, інформативність логічних законів, онтологічні припущення в логіці і багато іншого. І навіть такі питання, здавалося б чисто логічні, відносяться до філософії логіки: сутність та загальна природа відношення слідування, або логічної виводимості між будь-якими висловами або множинами висловлювань, сенс логічних зв'язок, значення фундаментальних теорем, отриманих в математичній логіці і в зв'язку з цим ретельний аналіз таких понять, як «індукція», «обчислюваність», «розв'язність», «довідність», «складність» і знову ж «істина». |
| «Сучасні дослідження в філософській логіці» О. С. Карпенко(рос.) |

Австралійський філософ та історик філософії Джон Пассмор пише про співвідношення математичної логіки, філософії логіки і філософської логіки:
| ... можна виділити ... три рівні логічних досліджень: математична логіка, філософія логіки і філософська логіка. Математична логіка займається побудовою формальних систем і дослідженням таких їх формальних властивостей, як повнота і несуперечність. Філософія логіки, вивчаючи ці системи, ставить питання про область їх застосування, про те, чи є вони і в якому сенсі є справді альтернативними логіками, якою мірою вони застосовні до аналізу конкретних форм міркування. Філософська ж логіка досліджує «словник» логіки: що входить до складу висловлювання, в чому полягає «логічна форма», імплікація, слідування, — диз'юнкція або модальність і т.п. Не може бути ніяких сумнівів у тому, що і філософія логіки, і філософська логіка складають частину філософії — за винятком тих випадків, коли філософська логіка поступово розчиняється в філософії мови, а та в свою чергу, як ми бачили, — в лінгвістиці. Насправді ж, багато хто слідом за Расселом, мабуть, все ще продовжують вважати, що філософська логіка — це просто філософія. |
| Пассмор Д. Сучасні філософи(рос.) с. 14 |

## Про книгу Квайна «Філософія логіки»
Книга містить такі розділи, які Квайн відносить до філософії логіки: 
«Значення та істина» (Заперечення (проти) суджень, Судження як інформація, Розпливчастість емпіричного значення, Усунення суджень, Істина і семантичне сходження, Символи і вічні речення);
«Граматика» (Граматика на основі рекурсії, Категорії, Іманентність і трансцендентність, Перегляд мети граматики, Логічна граматика, Прийоми скорочення надлишковості, Імена і функтори, Лексика, частки та імена, Критерій лексики, Час, події, прислівники, Пропозиційні установки і модальність);
«Істина» (Істина і здійснимість, Здійснимість послідовностями, Визначення істини Тарського, Парадокси в об'єктній мові, Розв'язність в теорії множин); 
«Логічна істина» (В термінах структури, В термінах підстановки, В термінах моделі, Адекватність підстановки, Заощадження на множинах, В термінах доказу, В термінах граматики);
«Область застосування логіки» (Близькість тотожності [до логіки], Спрощена тотожність, Теорія множин, Теорія множин в овечій шкірі, Логіка у вовчій шкірі, Область застосування віртуальної теорії, Модельований клас квантифікації, Інша модельована квантифікація, Додатки);
«Девіантна логіка» (Зміна логіки, зміна предмета, Логіка в перекладі, Закон виключення третього, Дебати про дихотомію, Інтуїціонізм, Розгалужені квантори, Підстановкова квантифікація / Квантифікація підстановкою, Її сила);
«Основа логічної істини» (Подоба теорії, Неспроможний дуалізм, Місце логіки).
Ось що пише про книгу Квайна російський філософ, професор МДУ Олександр Олександрович Печьонкін:
| Дотримуючись поділу логіки на дедуктивну та індуктивну (остання розуміється тут як загальна теорія пізнання), Квайн концентрується на дослідженні питань, які лежать в основі дедуктивної логіки: співвідношення значення та істини, теорії загальної та логічної граматики, розуміння природи логічної істини та істини в цілому, проблеми некласичних логік і т. д. Квінтесенцією книги при цьому є узагальнення критичних аргументів проти логічного емпіризму з його лінгвістичної теорією істини, яка передбачає, що істини логіки — істини виключно з огляду на особливості граматики або мови. Квайн визначає (дедуктивну) логіку як систематичне вивчення логічних істин. Речення кваліфікується як логічно істинне, якщо воно має особливу граматичну структуру: всі речення з ідентичною граматичною структурою істинні. Логічні істини засвоюються разом з граматикою мови та інваріантні щодо будь-яких підстановок зі словника (сукупності термінів, що належать до даної мови). Однак, вважає Квайн, з цього не випливає ні аналітичний характер логічних істин, тобто їх повна незалежність від будь-якого досвіду, ні обґрунтованість розуміння природи логічної істини як лінгвістичної конвенції. Жорстка демаркація граматики мови (власне лінгвістичної) і словника (який відображає у відмінності своїх термінів особливості реальності), яка міститься в основі ідеї аналітичності, надмірно спрощує дійсне функціонування мови: і словник, і граматика одночасно носять лінгвістичний характер і використовуються для того, щоб говорити про світ. Прагнення обґрунтувати аналітичність за допомогою поняття інформації, за допомогою якого синтетичні речення, як змістовні твердження про реальність, отримували б ненульовий розподіл інформації, а незалежні від фактів аналітичні — завжди нульове, також виявляється нереалізованим через відсутність відповідної для цього поняття інформації. Квайн також наполягає, що не існує очевидного правила для відділення об'єктивної інформації від стилістичних або ін. несуттєвих особливостей речення. Логіку необхідно тоді розглядати як рівнодійну двох векторів — граматики й істини, а отже, вибір логічних істин визначається в рівній мірі будовою граматики мови і прийнятим у ній визначенням істинності (істиннісним предикатом). Істина ж завжди залежить від реальності. Квайн вважає, що істинність речення рівнозначна його правильній стверджуваності. Це призводить до так званої дефляціоністської інтерпретації класичної схеми А. Тарського, яку згодом використав Д. Девідсон для побудови своєї теорії значення. Для одиничних речень (напр., «Сніг білий» істинно, якщо і тільки якщо сніг білий) істиннісний предикат є засобом «розлапкування»: ми можемо стверджувати істинність одиничного речення, просто вимовляючи його, без допомоги лапок та істиннісного предиката. Сказати, що «"Сніг білий" істинно» — означає тільки сказати, що сніг білий. Істиннісний предикат може використовуватися також для вказівки на реальність через речення у випадках «семантичного сходження», коли за допомогою узагальнення переходять від простого твердження одного речення до твердження нескінченної кількості речень даної форми: напр., Від «Сніг білий або сніг не білий» ми переходимо до «Кожне речення форми "р або не-р" є істинним». У всіх аналогічних випадках істиннісний предикат слугує для відновлення ефекту об'єктивної референції: він нагадує, що, незважаючи на технічне сходження до розмови про пропозиції, ми продовжуємо говорити про реальність, тобто про те, що сніг білий чи ні. У дусі холізму Квайн вважає, що логіка, як і математика, співвідноситься з досвідом, але їх зв'язок є непрямим. Однак цього достатньо, щоб існувала можливість перегляду логічних істин на підставі того, що логіка опосередковано вступила в суперечність з емпіричними свідченнями. Квайн називає свою доктрину градуалізмом: всі істинні речення, будучи пов'язаними між собою, пов'язані з досвідом — одні прямо, а ін. опосередковано. Логіка не менше відкрита перегляду, ніж квантова механіка або теорія відносності. Звертаючись до співвідношення логіки і теорії множин, Квайн також приходить до перегляду своєї колишньої логіцистської позиції і стверджує, що теорія множин, будучи особливою змістовною математичною теорією, ніяк не може вважатися частиною логіки. Проясняючи відношення значення та істини, Квайн також виступає проти започаткованої Г. Фреге семантичної теорії, відповідно до якої існують особливі абстрактні, ідеальні сутності — значення речень, або судження (пропозиції). Відповідно до цієї теорії, речення є істинним, якщо відбувається вдалий збіг двох сутностей, що виходять за межі самого речення як лінгвістичного об'єкта, — факту та ідеального значення речення. Істинними або хибними тоді стають не речення, а їх значення — судження. Факт - те, що робить речення істинним, а судження - вічні носії істини, незалежні від конкретних мов. В результаті Квайн відмовляється і від фактів, і від суджень. Головний аргумент проти суджень як значень полягає ось у чому: якби вони існували, то мало б місце особливе відношення синонімії або еквівалентності між реченнями (речення, які висловлювали б одне і те ж значення, були б еквівалентними); однак на рівні речень відповідне відношення не має сенсу, підтвердженням чому слугує наявна невизначеність перекладу. Квайн стверджує, що не судження, а самі речення є істинними, взяті або в контексті події свого виголошення, або безвідносно такого контексту - як «вічні» речення, які завжди істинні чи хибні незалежно від будь-яких обставин (напр., речення арифметики). |
| О. О. Печьонкін про книгу Квайна «Філософія логіки»(рос.) |